# Copa Unión de la Asociación de Football de Santiago 1910
La Copa Unión de la Asociación de Football de Santiago 1910 fue la 8.º edición de la primera categoría de la Asociación de Football de Santiago, competición de fútbol de carácter oficial y amateur de la capital de Chile, correspondiente a la temporada 1910.

## Formato de Competición
Su organización estuvo a cargo de la Asociación de Football de Santiago y contó con la participación de nueve equipos. La competición se disputó bajo el sistema de todos contra todos, en una sola rueda. El campeón fue Gimnástico, que se adjudicó su segundo título de la Asociación de Football de Santiago.

## Equipos participantes
En la edición participaron inicialmente 9 equipos, todos de la ciudad de Santiago. Con el paso del tiempo, Carlos Walker, Magallanes y National Star se retiraron del torneo, quedando seis competidores.
| Equipo            |
| ----------------- |
| Alianza           |
| Carlos Walker     |
| Eleuterio Ramírez |
| English           |
| Gimnástico        |
| London            |
| Magallanes        |
| National Star     |
| Santiago National |

## Clasificación[2][nota 1]
| Pos. |  | Equipo            | PJ. | Pts. |
| ---- |  | ----------------- | --- | ---- |
| 1    |  | Gimnástico        | 5   | 9    |
| 2    |  | English           | 5   | 6    |
| 3    |  | Santiago National | 5   | 5    |
| 4    |  | Eleuterio Ramírez | 4   | 4    |
| 5    |  | Alianza           | 4   | 3    |
| 6    |  | London            | 5   | 1    |
| ret. |  | Carlos Walker     |     |      |
| ret. |  | Magallanes        |     |      |
| ret. |  | National Star     |     |      |

| Campeón Gimnástico |
| 2.do título        |